# Hieracium chlorophanifolium
Hieracium chlorophanifolium es una especie de planta con flor del género Hieracium, de la familia Asteraceae, orden Asterales.

## Distribución
Hieracium chlorophanifolium se distribuye por Noruega.

## Taxonomía
Fue descrita científicamente por Nota. Fue publicada en Tromsø Mus. Aarsh. 31-32: 49.